# Crioterapia

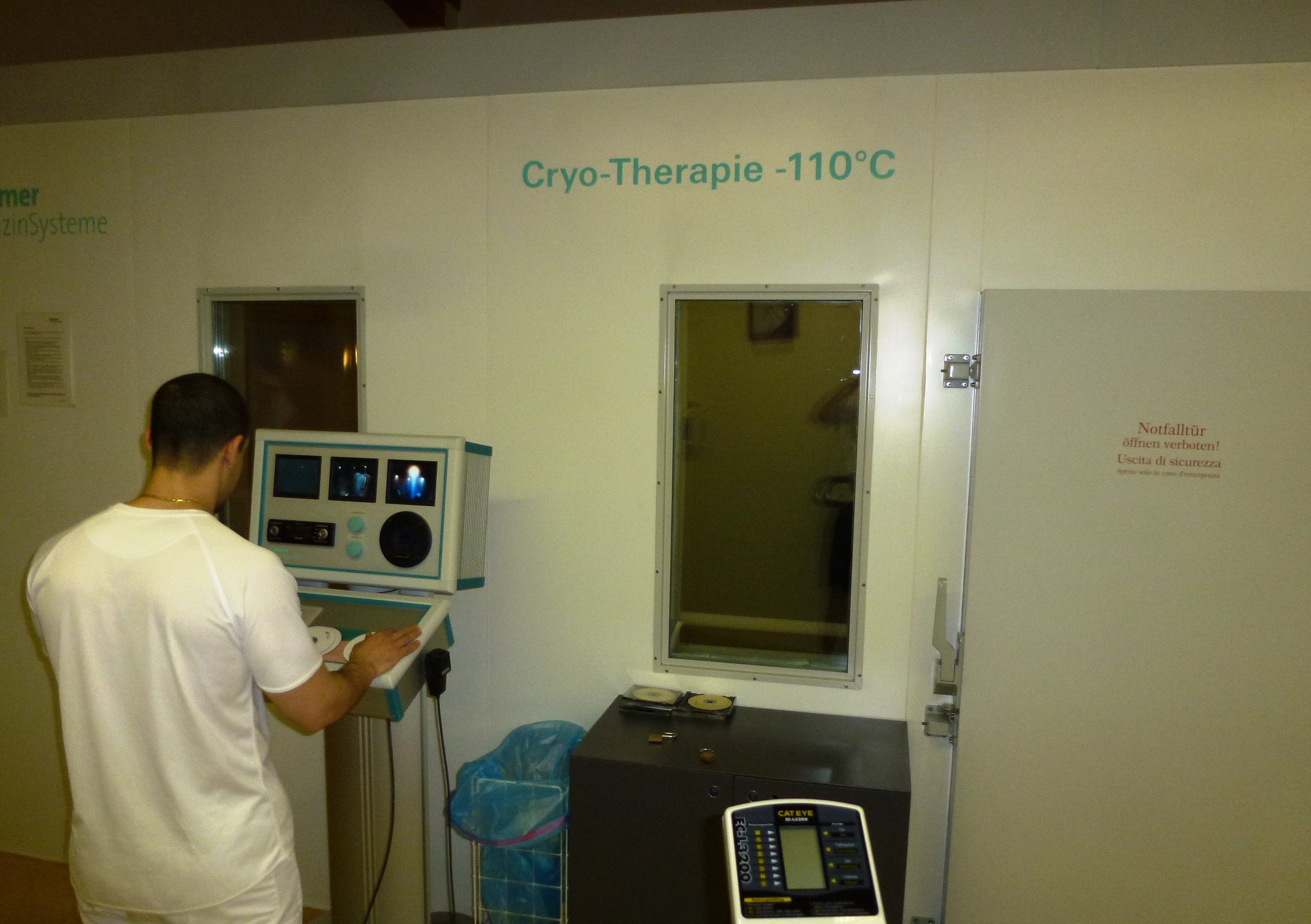
Câmara de crioterapia a -110°C

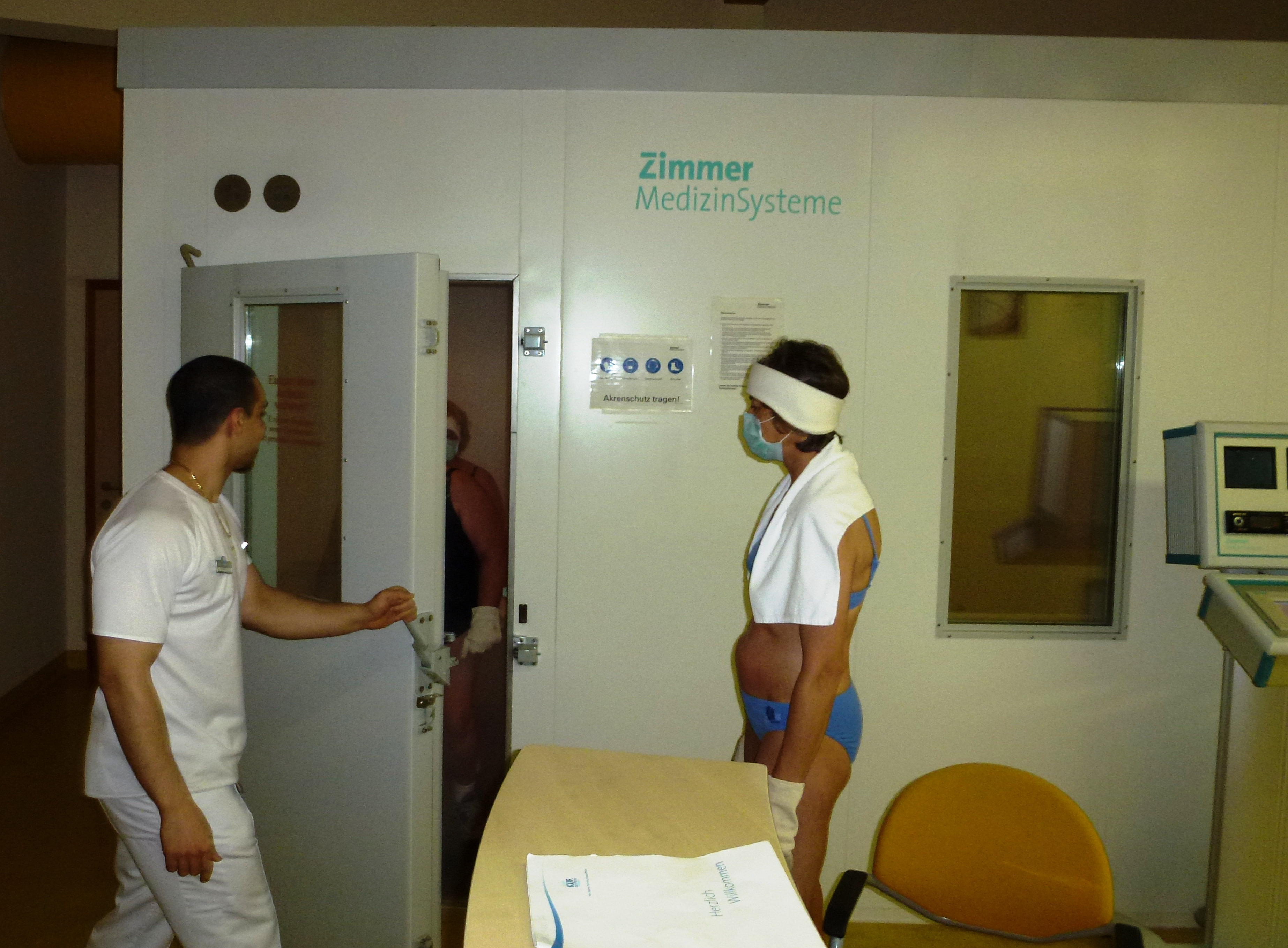
Pacientes de crioterapia durante a preparação para o tratamento 3 minutes

Crioterapia é um grupo de diversas técnicas e procedimentos na Fisioterapia no qual se aplica baixas temperaturas em regiões locais ou gerais do corpo.
Knight define crioterapia como "terapia com frio" a aplicação terapêutica de qualquer substância ao corpo que resulte em remoção do calor corporal, diminuindo, assim a temperatura dos tecidos. Ela abrange uma grande quantidade de técnicas específicas que utiliza o frio na forma, liquida (água), sólida (gelo) e gasosa (gases) com o propósito terapêutico de retirar o calor do corpo industralizado a um estado de hipotermia, para favorecer uma redução da taxa metabólica local, promovendo uma diminuição das necessidades de oxigênio pela célula. Para que seja atingido o resfriamento muscular em indivíduos magros, necessita-se de um tempo curto, sendo que em obesos o período de aplicação deve se prolongar. Isso implica que o tecido adiposo serve como isolante térmico dificultando o resfriado do mesmo.
É aplicada ao corpo através de métodos como: spray (todos os tipos), cubos de gelo, compressas, criomassagens,crioalongamento, criocinética, aparelhos dentais e imersão.
Crioterapia é uma técnica utilizada para destruição de lesoes dos orgãos e da pele, sejam elas benignas ou não, pré-malignas e malignas, através de congelamento. A destruição ocorre por formação de cristais de gelo intra e extracelular levando a uma série com reações como alterações osmóticas, dano às membranas celulares e à microcirculação da pele.
Criocirurgia é o termo mais atual quando se usa uma substância refrigerante, como o nitrogênio líquido o qual é aplicado por meio de pistola spray.
| Crioterapia tão pouco elucidada na graduação, mas que se torna um recurso muito utilizado no campo de atuação, sobre tudo no campo esportivo. A Crioterapia ultimamente tem sido alvo de diversos estudos científicos, e como sabemos não se limita apenas na atuação do fisioterapeuta, mas em diversas áreas da medicina; e inclusive é o foco principal do Instituto para Problemas da Criobiologia e Criomedicina da Academia Nacional de Ciências da Ucrânia (IPCC/ANCU) onde há um laboratório de pesquisas em criofisiologia. Os Efeitos do Frio sobre a Resposta Sensório-Motora ainda causam polêmica então o curso ajuda com apresentação de trabalhos onde mostram os prós e contras da técnica sobre a propriocepção. As Atualidades na Crioterapia surge como uma forma de mostrar os estudos recentes e técnicas inovadoras que são ano a ano descobertas e desenvolvidas pelos pesquisadores. |